# 勤労学生
勤労学生（きんろうがくせい）は、職業を持つ学生等のことをいう。日本においては、所得税法及び地方税法上で定義づけされている。

## 概要
日本では従来から、大学（短期大学を含む）、高等学校の夜間部（いわゆる2部）にそういった学生が多く存在していたが、昼間二交代制という3部課程の誕生により勤労学生も増えてきた。近年ではそれらの課程の減少により通学課程での勤労学生は少なくなりつつある。その一方で、大学通信教育の発達により、通信制の学校に在籍する勤労学生は多いのも現状である。
通学課程の学生の場合は、一般の学生と同様通学定期の購入（通信教育部の学生は、スクーリングや単位修得試験以外では購入出来ない事になっている）や、学割および日本学生支援機構（旧・日本育英会）の奨学金を利用する事が出来る。
日本においては、労働基準法で就労可能年齢（学齢超過以上）が規定されていることと、小中学校では年齢主義が強いために就労可能年齢に達した児童生徒がまれであることにより、勤労学生（勤労生徒）の大部分が高校以上の学校に在学していることになる。

## 勤労学生控除

年末調整等で提出するマルフ。勤労学生控除を申告できる。

所得税法における「勤労学生」については、本人の総所得金額等から、27万円（住民税；26万円）が所得控除（人的控除）として控除される（所得税法第82条、地方税法第34条第1項第9号）。
- 勤労学生とは、以下の何れかに当てはまる者で、勤労による所得（給与所得をはじめ、事業所得、雑所得、退職所得）があり、合計所得金額が85万円以下[1]（2020～2024年分は、75万円以下）で、かつ、勤労によらない所得が10万円以下のものをいう。勤労学生かどうかの判定は、当該年の12月31日の現況による（所得税法第2条第1項第32号、同法第85条、地方税法第34条第9項）。

1. 学校教育法第1条に規定する学校（小学校、中学校、高等学校、高等専門学校、大学など）の学生、生徒または児童
2. 国、地方公共団体、学校法人、医業を行う農業協同組合連合会及び医療法人等が設立した専修学校や各種学校の生徒で、職業に必要な技術を教えるなど一定の要件に当てはまる課程を履修するもの
3. 職業能力開発促進法の規定による認定職業訓練を行う職業訓練法人で一定の要件に当てはまる課程を履修するもの

- 控除を受けるためには、専修学校長などが発行する在学証明書が、確定申告又は年末調整で必要とされる（一条校を除く）。